# Tim White-Sobieski
Tim White-Sobieski (Varsovia, Polonia; 1961) es un artista de vídeo e instalación con sede en Nueva York y Berlín. Estudió arquitectura, dedicándose a las artes visuales y cinematografía, explorando los campos de pintura, escultura, fotografía, video e iluminación a lo largo de su carrera. 
Empezó a exponer en Nueva York a principios de los 90 con su obra “Blue Paintings,” la cual influyó y estableció los principios estéticos de sus obras futuras, que se pueden ver en sus fotos y vídeos, tales como sus obras “Presence,” “Runner,” y “Queen Mary.” Pone énfasis al papel de inconsciencia que se muestra en sus pinturas abstractas y el existencialismo.
Siempre ha estado a la vanguardia tecnológica de video y arte de la luz, y le han llamado un "inconformista de vídeo" y "un resumido 'pintor del movimiento'".

## Vida y carrera
Nació en Varsovia, Polonia en 1961 y emigró a los Estados Unidos a principios de los 1990s. Atendió la Universidad de Nueva York y Parsons The New School for Design antes de embarcarse a su carrera en arte.

## Análisis de las obras
Gran parte de su trabajo se basa extrae de la obra literaria que ha inspirado al artista, y a menudo ha ofrecido iconos de la literatura americana en sus instalaciones. Escritores tales como  Walt Whitman, John Steinbeck, John Updike, Kurt Vonnegut, J.D. Salinger, William Faulkner, Gabriel García Márquez y Robert Penn Warren todos tienen una presencia permanente en las obras de Tim White-Sobieski.

## Música y Sonido en el proyectos
Musicalmente, White-Sobieski no solo compone la mayoría de las bandas sonoras en sus propios vídeos y películas, sino que también incorpora las obras de sus contemporáneos como Brian Eno, David Byrne, Robert Fripp, Pierre Schaeffer, Pierre Boulez, y Steve Reich, así como maestros de la música clásica como Henry Purcell, Pergolesi, y Bach.

## Comisiones importantes de arte
Ha sido encargado por LVMH muchas veces, y en 2005, fue invitado a crear una obra de arte para la nueva tienda insignia de Louis Vuitton en los campos Elíseos de París (Champs-Élysées) con artistas James Turrell y Olafur Eliasson. El proyecto consistió en una pantalla de vídeo programada de fibra óptica de 24 metros. Otra pared colosal de vídeo fue instalada en el Petit Palais para la celebración de su lanzamiento. Esta fue una colaboración única entre los tres artistas y arquitectos (Peter Marino, New York y Eric Carlson/Carbondale Arquitectos, París). En el 2006, La empresa de Louis Vuitton invitó a Tim White-Sobieski a participar en una exposición “Icons” (Iconos), una interpretación de las famosas logo-bags. Entre otros artistas están Marc Jacobs, Zaha Hadid, Ugo Rondinone, Sylvie Fleury, Shigeru Ban, Robert Wilson y Andrée Putman.
En el 2008, White-Sobieski creó y desarrolló una pantalla de video, “Water and Earth” (Agua y Tierra) con 144 monitores LCD verticales sincronizados por Aeropuerto Internacional de Gimpo de Seúl, Corea. El artista continuó desarrollando métodos nuevos de control y visualización de video con el propósito de integrar una imagen en movimiento dentro de interiores arquitectónicos u en sus diferentes materiales, figuras y formas.

### Colecciones
El inventario de video del artista actualmente cuenta con más de 60 títulos, con instalaciones multi-canal sincronizado y con presentaciones teatrales autónomas e individuales. Su video, fotografía, pintura, escultura, e instalación pertenece a las colecciones de Museo Reina Sofia, Madrid; CGAC Centro Gallego de Arte Contemporáneo, Santiago de Compostela; Denver Art Museum; DA2 Domus Artium 2002 Salamanca; Elgiz Museum of Contemporary Art, Estambul, Turquía; Museo de Arte Moderno y Contemporáneo de Santander y Cantabria (MAS), España; Stiftung kunst:raum Sylt Quelle; Nomas Foundation, Roma, Italia; y Kunstverein Wiesbaden, Alemania.

## Obra

### Instalaciones de vídeo

#### Pinturas y Dibujos en Movimiento (1993 – Presente)
En 1993, White-Sobieski empezó a trabajar en sus “Pinturas en movimiento” y en sus “Dibujos en movimiento,” cuyos proyectos fueron una serie de experimentos en animación de imagen basados parcialmente en la escritura Lingo, un lenguaje empleado en aplicaciones de Macromedia. Concomitante con su trabajo de animación, el artista llegó a ser especialmente interesado en la arquitectura musical de silencio de John Cage y en respuesta al objetivo de Cage a mirar a través de los sonidos y no a ellos, White-Sobieski creó sus animaciones infinitas de pinturas y dibujos como complementos a un obras de arte. White-Sobieski escribió escritos para la programación de infinitas maneras de controlar formas, colores y parámetros de imágenes en fotogramas (y en imágenes digitales cuando no lo hacía en video). La influencia de la música experimental contemporánea continua teniendo un gran efecto en las obras de White-Sobieski, y los compositores como Pierre Schaeffer, Pierre Boulez, Steve Reich, Brian Eno, David Byrne, y Robert Fripp todos ellos han aparecido en sus proyectos más recientes.
Uno de los experimentos más exitosos en la combinación de las “Pinturas en movimiento” principios de animación con la edición de vídeo / técnica de renderizado en tiempo real fue el proyecto "I Repeat Myself When Under Stress," (Me repito cuando estoy estresado), 1999, expuesto en Nueva York, Chicago y Turín. Después, los mismos métodos se desarrollaron en películas remasterizadas a mano del proyecto “La Terminal." Casi cada fotograma de la serie fue dibujada a mano, y, cuando se compuso, creó composiciones semi-abstractos en movimiento. Estos proyectos fueron aclamados críticamente en los Bienal de Praga (2003), Bienal de Lyon (2003), y Bienal de Bucarest (2004).

#### Series del Tiempo en la Adolescencia (1998-2006)
‘’Confesión’’ (2000-2002), Before They Were Beatles (2004) y Sweet Dreams (2002) desarrollaron los temas de la memoria genética y el tema de la guerra. Los videos tienen como objetivo hacer valer la postulación de que "la memoria es tal vez transferida genéticamente de generación en generación." Confesión tenía una secuencia narrativa de múltiples canales y examinó personajes literarios migrantes que también aparecieron en ‘’Closer to Fall’’, Awakening, Route 17N, y The Sound and the Fury.
En 2007, Tim White completó una serie de fotografías de gran formato y un vídeo titulado Awakening y en 2008, como una expansión en el mismo tema, Route 17N. La serie ritmo casi repetición revela una imagen de un joven estadounidense a principios del siglo 21, en el mundo de los simulacros posmoderna. Tanto de los videos y series fotográficas demuestran la influencia de la literatura estadounidense sobre el artista. Un corto (20 min) película multicanal The Sound and the Fury (El Sonido y la Furia) siguió en 2009, el nombre de la primera parte de la novela de Faulkner. La primera versión de la película se muestra en Barcelona como Seventh Heaven (El séptimo cielo) (basado en el subtítulo de la obra literaria, “abril Séptimo, 1928”). La obra expuesta en los EE. UU. fue recibido como "asombrosa".

#### Serie Terminal (2000-2005)
‘’Terminal Series’’ consiste en la serie de vídeos "Terminal by Day (I)," "Terminal at Night (II)," "Terminal Dream (III)," "On the Wing (IV)," y "Terminal Heart (V)". Terminal (I) se originó inmediatamente después de los acontecimientos del 11 de septiembre en Nueva York. El estudio del artista se encuentra justo enfrente del WTC y apenas salió a tiempo para escapar. La pérdida de gran parte de su obra y la posible pérdida de la vida tuvo un impacto fundamental en su creatividad y visión artística, generando la serie de terminales.
Entre 2004 y 2006, Tim White-Sobieski creó varias composiciones de vídeo abstracta-figurativa: New York City Suite, Vertigo, y Desire (El Deseo) entre ellos. El artista continuó trabajando en la dirección de la síntesis de la música visual, desarrollando nuevos métodos y algoritmos para generar color, ritmo y animaciones sobre la base de parámetros de sonido, desarrollo más las ideas que fueron exploradas en los proyectos ‘’Moving Paintings’’ (“Pinturas en movimiento”) utilizando bandas sonoras complementarias de Brian Eno, Robert Fripp de "Frippertronics", y experimentos de John Cage.

#### Ciudades Deconstruidas (2005-2014)
Entre 2005-2014, White-Sobieski creó una serie de películas e imágenes de paisajes urbanos deconstruidos, eliminando las diferencias entre el diseño, la pintura, la fotografía y la arquitectura (New York City Suite, (2005), Ciudades Deconstruidas (2007), Londres, (2007), Katrina, (2008), y la Realidad Deconstruida (2009)). El primer proyecto de foto-video relacionado ciudad, ‘’New York City Suite’’, fue mostrado en galerías y museos en 2006, así como ArtMiami 2007. Allí, el artista no sólo exploró las estructuras del paisaje de Nueva York, el rostro de la ciudad, el concreto, acero, y vidrio, pero también ofreció un retrato psicológico de los residentes de ciudad de Nueva York que él vio en las calles, sin (no?) amigos ni personalidades importantes. Basó en imágenes de muchas ciudades metropolitanas del mundo, continuo con ‘’Deconstructed Reality’’ (la Realidad Deconstruida). Este proyecto está en curso y, en última instancia planeado incluir imágenes de muchas metrópolis mundiales como París, Madrid, Shanghái, Hong Kong y Tokio.
Los vídeos Vértigo (2005) y New York City Suite fueron creados basándose en principios similares a las composiciones en los proyectos de "dibujos en movimiento" anteriores, en donde la composición final del vídeo renderizado fue montado digitalmente de cientos de videoclips e imágenes digitales del banco de datos del artista.  Los proyectos fueron presentados posteriormente en el Centro de Arte Contemporáneo de Málaga, el Centro-Museo Vasco de Arte Contemporáneo ARTIUM, incluido en la exposición "En torno a lo Transparente"   en coincidencia con ARCO Madrid, Internacional Feria de Arte Contemporáneo,  y el LABoral Centro de Arte y Creación Industrial, Gijón, España.

#### Nebulosas y Mis Otras Galaxias (2008-2011)
‘’Nebulas And My Other Galaxies‘‘ incluye las obras ‘‘Lighthouse‘‘,‘‘Cold Forest‘‘,‘‘Garden of Stones‘‘;‘‘Nebulae‘‘ y ‘‘Light Circles‘‘ que se exhibieron en España, Alemania, Austria, Inglaterra, y Escandinavia;  ‘‘Light Fiction‘‘ hizo su debut en Estados Unidos en el Kunsthalle Detroit. Estas instalaciones se componen de basada en LED, codificado informáticos infinitas animaciones de luz de varios colores, creando pulsante, nebulosas brillantes que provocan una sensación de soñar. Además, la fibra composiciones proyectos ligeros -optic Faro y Forestales Fría incorporados de acero inoxidable y la fotografía, el último de los cuales se muestran más recientemente en PalmaPhoto. Los proyectos ‘‘Light Circles‘‘ (2008) y ‘‘Garden of Stones‘‘ (2009) se basan en la tecnología sin fisuras de varios canales de vídeo HD (© Tim White-Sobieski). "Uso de diferentes fuentes de luz (LED, fibra óptica, y la proyección de vídeo) crea un entorno visual único donde mandalas están sincronizados y unificados por una sola banda sonora." Ambas instalaciones incorporan proyecciones de video de 16 canales de alta definición sincronizado fuente de vídeo, aluminio y acero inoxidable esculturas, objetos de luz LED de fibra óptica, y el programa de luz sincronizados con el vídeo.

### Actualidad
Tim White-Sobieski acaba de terminar la producción de ‘’Waiting For God – Waiting for Godot’’ (Esperando a Dios – Esperando a Godot)(2014), una película de larga duración con fotografía; un proyecto en homenaje a Samuel Beckett.  El proyecto fue re-representa como una instalación de video sincronizado de 4 canales para una exposición de museo con la banda sonora de la artista y la música de Henry Purcell y Giovanni Battista Pergolesi. Cien Años de Soledad, basado en la novela de Gabriel García Márquez está siendo producida actualmente y se espera que se presente como una serie de 12 cortometrajes. El proyecto se espera para su lanzamiento en teatros y museos para 2016. Exposiciones y ferias de arte incluyen: Frieze de Londres, FIAC de París, y 2015 Docks Feria de Arte, Lyon.

## Exhibiciones

### Museo – Exhibiciones
Tim White-Sobieski ha tenido importantes exhibiciones individuales en Vejle Kunstmuseum, Vejle, Dinamarca; CAC Centro de Arte Contemporáneo de Málaga, España; Museo Centro de Arte de Salamanca, Domus Artium 2002 España. Además, ha sido expuesta en la Academia de Artes de Berlín, (Akademie der Künste), Alemania; Palais de Tokio, París, Francia; Haus der Kulturen der Welt, Berlín, Alemania; Museo Nacional Centro de Arte Reina Sofía, Madrid, España; Museo Stenersen, Oslo, Noruega; Galería Nacional de Praga, Praga, República Checa; y el Museo Nacional de Arte Contemporáneo (Rumanía) (MNAC), Bucarest.

### Colecciones
El trabajo de Tim White-Sobieski pertenece a las colecciones de la Fundación Aena (FUNDACIÓN AENA), Madrid, España; Citi Bank Collection, Nueva York, Nueva York; Colección de la Academia de Artes de Berlín (Akademie der Künste), Alemania; La Fundación Luis Seoane, La Coruña, España; Collezione Fundación LA GAIA, Busca, Italia; Denver Art Museum (DAM), Denver, CO; Fundación RAC (Rosón Arte Contemporáneo, Pontevedra, España, ING Art Collection,, (Bruselas, Ámsterdam, Londres, Nueva York); L'Oreal Collection, París, Francia; Fundación Louis Vuitton, París, Francia; Museo de Bellas Artes de Santander, Santander, España, Museo Nacional Centro de Arte Reina Sofía (MNCARS), Madrid, España; Centro Galego de Arte Contemporáneo, Museo de Arte Contemporáneo CGAC, Santiago de Compostela, España, Museo de Arte Contemporáneo Elgiz, Estambul, Turquía; Museo de Arte Contemporáneo de GAM, Torino, Italia, Museo de Fotografía Contemporánea (MoCP), Chicago, IL, EE. UU., Biblioteca Pública de Nueva York Posters Collection, Nueva York, Nueva York; El Miriam e Ira D. Wallach División de Arte, cuadros y Fotografías, Nueva York, Nueva York, y la Colección de Arte Contemporáneo UBS, Basel, Suiza.